# Calopteron megalopteron
Calopteron megalopteron är en skalbaggsart som beskrevs av Leconte 1861. Calopteron megalopteron ingår i släktet Calopteron och familjen rödvingebaggar. Inga underarter finns listade i Catalogue of Life.